# Kim Hughes (basket-ball)
Pour les articles homonymes, voir Kim Hughes.
Kim Hughes, né le 4 juin 1952, à Freeport, en Illinois, est un ancien joueur et entraîneur américain de basket-ball. Il évolue au poste de pivot.

## Palmarès
- Champion ABA 1976
- Champion d'Italie 1983